# Sen’ichi Hoshino

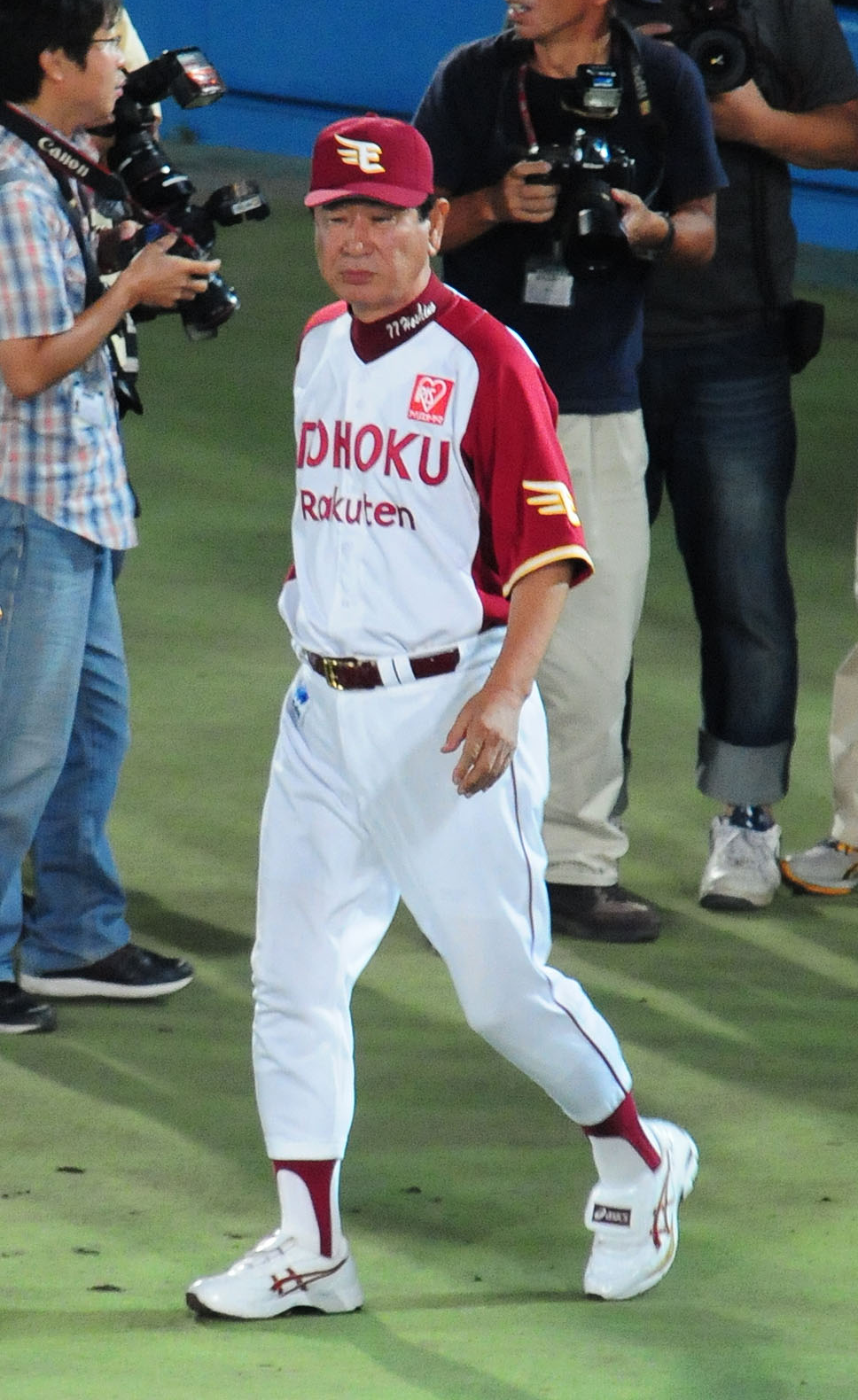
Sen’ichi Hoshino, 2011

Sen’ichi Hoshino (jap. 星野 仙一, Hoshino Sen’ichi; * 22. Januar 1947 in Kurashiki, Präfektur Okayama; † 4. Januar 2018) war ein japanischer Baseballmanager und ehemaliger Pitcher. Für die Olympischen Sommerspiele 2008 trainiert er die japanische Baseballnationalmannschaft. Als Spieler gewann er 1974 den Sawamura Award für den besten Pitcher der Liga.

## Leben

### Spielerkarriere
Hoshino spielte in seiner Oberschulzeit an der Okayama Kenritsu Kurashiki Shōgyō Kōtō Gakkō, mit der es ihm aber nie gelang am Kōshien-Turnier teilzunehmen. Während seines Studiums an der Meiji-Universität spielte er von Anfang an in der ersten Mannschaft. In der Liga der Sechs Universitäten von Tokio brachte er es in 63 Begegnungen bei einem ERA von 1.91 auf 23 Siege und 25 Niederlagen.
1986 wurde Hoshino in der ersten Runde von den Chūnichi Dragons gedraftet, für die er schon in der ersten Saison regelmäßig pitchte und bald häufig als Starter, in den ersten Jahren auch oft als Reliever eingesetzt wurde. 1974, als die Dragons auch die neunjährige Dominanz der Giants brechen und den ersten Platz in der Central League erringen konnten, führte Hoshino die Liga mit 10 Saves an und erzielte in insgesamt 49 Spielen außerdem 15 Wins zu 9 Losses und einen ERA von 2.87. Für die Saisonleistung wurde er mit dem Sawamura Award ausgezeichnet.
Nachdem die Dragons 1982 ihren Erfolg wiederholen konnten und erneut Erster wurden, beendete Hoshino seine Karriere. In insgesamt 500 Spielen (davon 177 Starts) – alle für Chūnichi – hatte er 146 Wins und 34 Saves erzielt. Sechsmal hatte er am All-Star-Game teilgenommen.

### Trainerkarriere

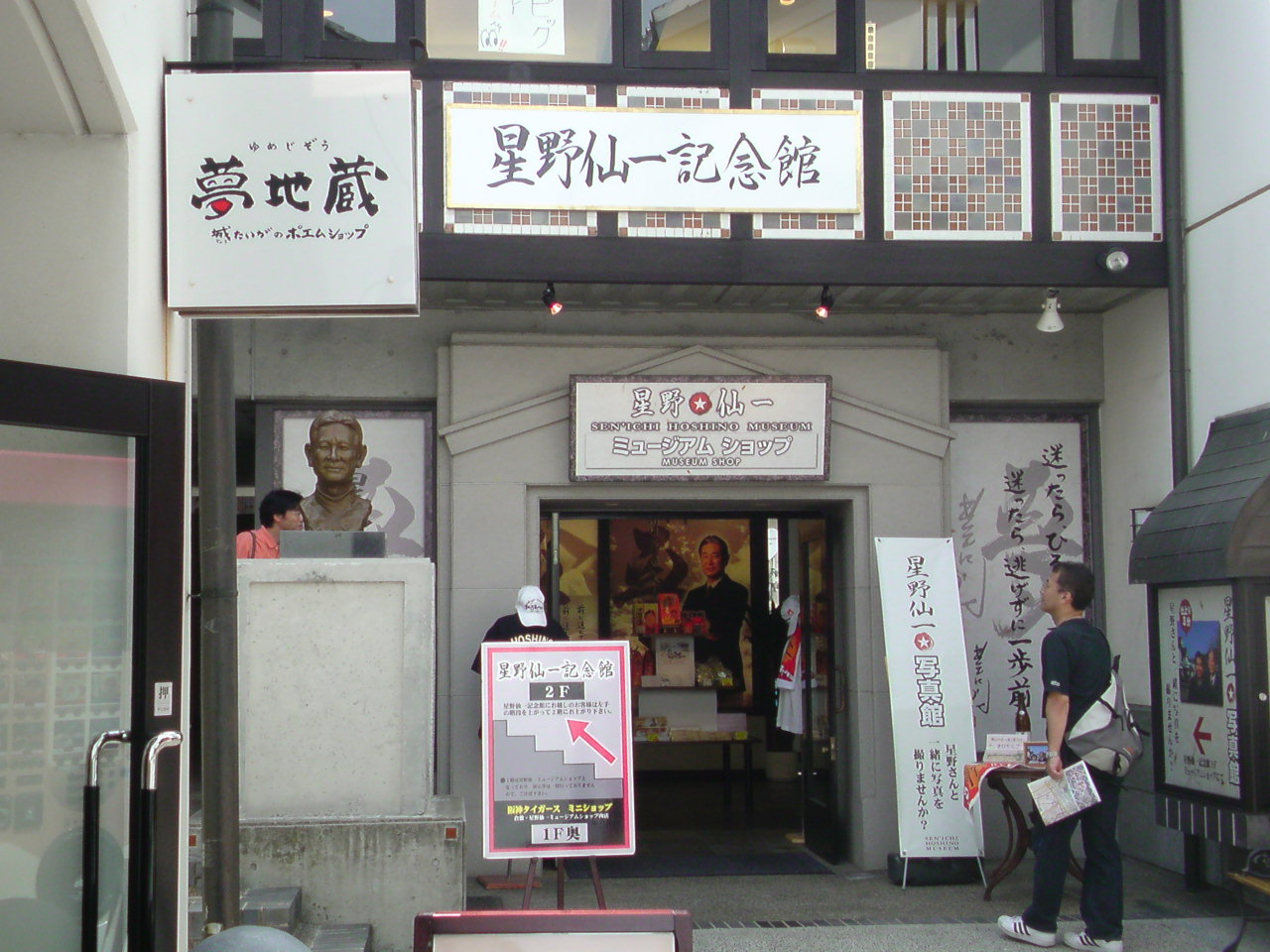
Im März 2008 richtete Hoshinos Heimatstadt Kurashiki ein kleines Sen’ichi-Hoshino-Museum ein.

Nach dem Karriereende arbeitete Hoshino zunächst als Fernsehkommentator für NHK. Nach der Saison 1986 löste er Kazuhiro Yamauchi als Manager der Chūnichi Dragons ab, die die zwei vorangegangenen Spielzeiten auf dem fünften (vorletzten) Platz beendet hatten. 1988 führte er die Mannschaft zum Ligatitel, verlor aber anschließend die Nippon Series gegen die Seibu Lions. Nach fünf Jahren trat Hoshino 1991 zurück.
Für die Saison 1996 wurde er erneut als Manager berufen. 1999 konnte er mit der Mannschaft den Erfolg von 1988 wiederholen, verlor aber wieder die Meisterschaft, diesmal gegen die Fukuoka Daiei Hawks. 2001 verließ er schließlich endgültig die Dragons und übernahm 2002 die Hanshin Tigers. Obwohl er 2003 erneut den Titel in der Central League erringen konnte, wurden noch während der Nippon Series Meldungen über seinen bevorstehenden Rücktritt veröffentlicht. Nachdem er die Meisterschaft wieder an die Hawks verloren hatte, trat er aus gesundheitlichen Gründen zurück; er war bereits im Verlauf der Saison mehrfach erkrankt. Er wurde als verdienter Manager mit dem Shōriki-Matsutarō-Preis der Yomiuri Shimbun ausgezeichnet.
Im Januar 2007 übernahm Hoshino in Vorbereitung auf die Olympischen Sommerspiele in Beijing die japanische Baseballnationalmannschaft von Sadaharu Oh (bzw. als Olympiamannschaft von Shigeo Nagashima). Durch den Sieg der asiatischen Meisterschaft im Dezember 2007 konnte sich seine Mannschaft direkt für die Olympischen Spiele qualifizieren.